# Elydir Gosgorddvawr
Elydir Gosgorddvawr roi brittonique fl. pendant les décennies 530 et 550

## Contexte
Elidyr ou Eliffer est le noms de plusieurs rois brittoniques contemporains actifs vers le milieu du VIe siècle ils ont vraisemblablement été confondus par Geoffroy de Monmouth et considérés comme un personnage unique le légendaire roi de Bretagne Elidur.

## Biographie
Elydir/Eliffer est la transcription celtique du nom latin « Eleutherius ». Elydir est un descendant de Ceneu mab Coel; fils d'  Arthwys mab Mar,.Sa généalogie est détaillée dans le Bonedd Gwŷr y Gogledd:
Gwrgi & Phered meibon Eliffer Gosgord Uawr m. Arthwys m. Mar m. Keneu m. Coel
Lors du conflit dynastique qui éclate entre les descendants et successeurs de Coel Hen au cours des Ve et VIe siècle et qui se solde par l'éclatement du Hen Ogledd, Elydir semble avoir hérité de prétentions sur un royaume situé autour de York et Catraeth l'actuel Catterick. Il est connu sous le surnom de « Gosgorddvawr » c'est-à-dire « à la Grande Armée » ce qui permet de présumer de sa puissance militaire dans la défense de ses domaines notamment contre les empiètements des Angles qui venaient de s'implanter en Northumbrie. Elidyr est enfin présenté  par le Harleian MS 3859, comme le père de Peredur mab Eliffer et de son frère Gwrgi .